# El Paso (Künstlergruppe)

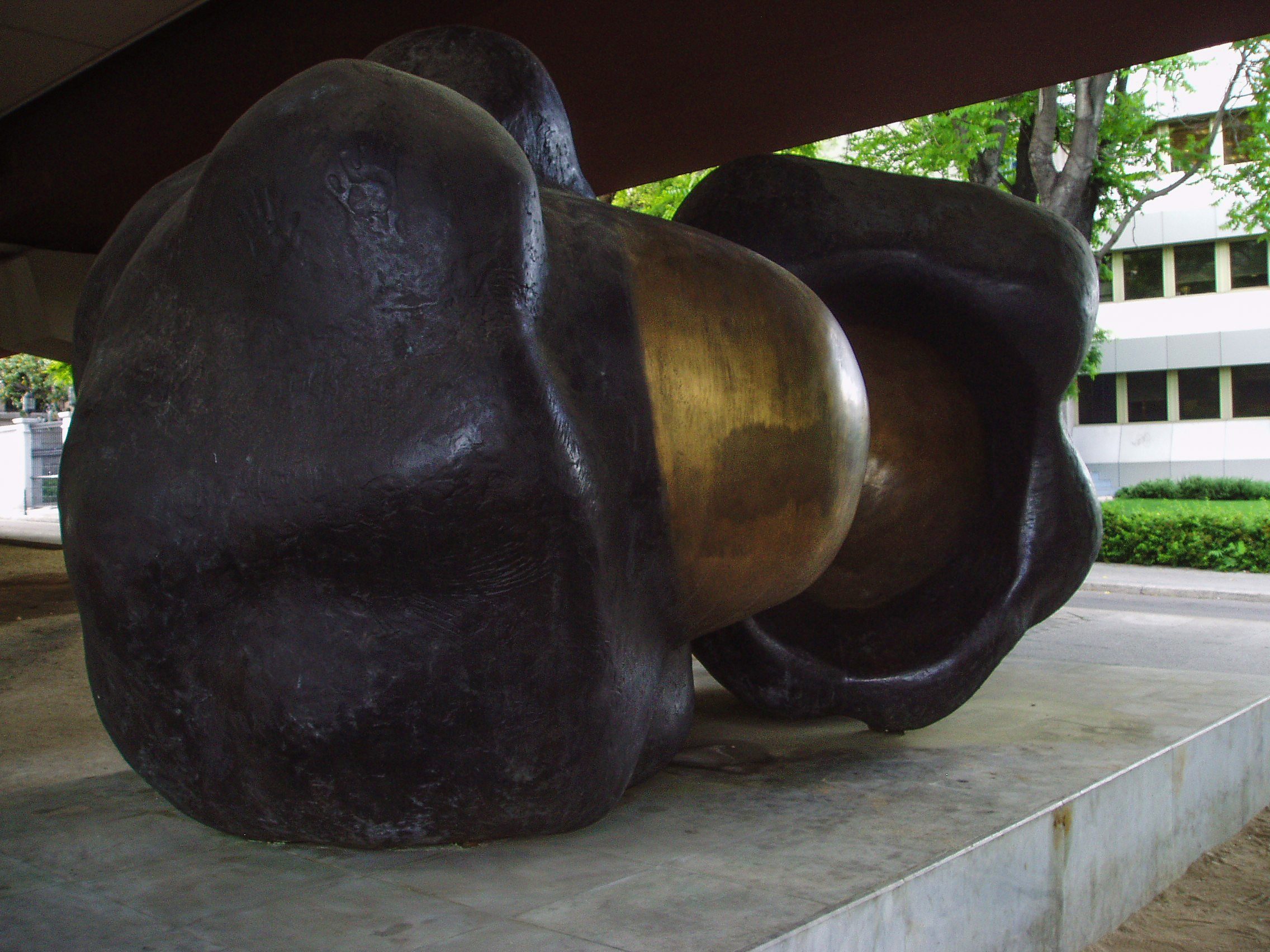
Pablo Serrano: Unidades-Yunta 1972.

El Paso (spanisch für Der Schritt) war eine spanische Künstlergruppe, die 1957 in Madrid gegründet wurde und bis 1960 bestand. Sie war nach der 1948 in Barcelona gegründeten katalanischen Künstlergruppe Dau al Set, bedeutend für die Entwicklung der spanischen Kunst der Moderne.

## Geschichte
Die Gruppe wurde von Antonio Saura, Rafael Canogar, Manolo Millares, Pablo Serrano, Juana Francés, Luis Feito, Martín Chirino  und weiteren Künstlern gegründet, ab 1958 gehörten ihr beispielsweise auch Manuel Viola und Manuel Rivera an.
Das Ziel El Pasos war es, die Kulturpolitik in Spanien unter dem Regime von Francisco Franco zu bekämpfen. Die Maler von El Paso vertraten insbesondere die Stilrichtung des Informel, waren aber teilweise auch in anderen Stilrichtungen, wie dem Expressionismus, dem abstrakten Expressionismus, dem Surrealismus und dem Kubismus beheimatet.
El Paso sah die spanische Kunst in einer Krise, da es ihr an konstruktiver Kritik, Kunstmarkt, Ausstellungsmöglichkeiten und Gönnern fehle. Das erste Ziel war daher, Ausstellungen und einen jährlichen Salon zu organisieren. El Paso veranstaltete zahlreiche Einzel- und Gruppenausstellungen. Die erste fand im April 1958 in Galerie Buchholz in Madrid statt. Die Gruppe gab die Zeitschrift Cartas de El Paso heraus, die über die Aktivitäten der Gruppe berichtete und andere Veranstaltungen kommentierte.
El Paso bestand bis 1960. Die verschiedenen Mitglieder gingen danach ihre eigenen künstlerischen Wege.